# Национални парк Мапунгубве
Национални парк Мапунгубве је национални парк стациониран у покрајини Лимпопо. Кроз њега пролази река Колопа, јужно од ушћа река Лимпопо и Шаше. Парк окружује природни резерват на југу, а налази се на самој граници са Боцваном и Зимбабвеом. Основан је 1995. године, а покрива површину од 280 км².
Парк је заштићено историјско место, а добило је име по Мапунгубве брдо, на којем је некада био главни град Краљевине Мапунгубве, као и због природних лепота и животињских врста дуж реке Лимпопо. Простор брда Мапунгубве био је насељен још за време гвозденог доба. У парку се налазе јединствене формације пешчара и шума, где преовлађују баобаб стабла.

## Историја
Историја овог предела датира од још пре 210 милиона година, када је на овом простору живео диносаурус Plateosauravus, који је био биљојед.
Прва истраживања спроведена су дведесетих година 20. века, од стране ботаничара Пола Еванса, који је био задужен за координацију ботанићног истраживања у Јужноафричкој Републици. На простору парка направљена је истраживачка станица. Влада Јужноафричке Републике је 1918. годне издвојила једну област данашњег парка и заштитила је, како би се у њој очувале животињске врсте и вегетација. Наредних година, ово подручје било је познато као Донголски ботанички резерват.
Пол Еванс, започео је проширење тада богатинчког резерват, почетком четрдесетих година 20. века. У резерват је укључено још 27 локалних фарми, укључујући и Мапунгубве брдо. Пол Еванс апеловао је да се резерва прогласи националним парком, а имао је подршку тадашњег премијера Јана Смуса. Године 1944. Андреј Контрој предложио је формирање Донголског резервата природе, који би обухватио 124 фарма, од чега 86 у приватном власништву. Овом предлогу се тада снажно супроставила Национална странка Јужноафричке Републике, као и опозиција у парламенту и одбор повереника националних паркова. Заштита је предложена јер су појединци сматрали да ово земљиште треба очувати, а да његова земља не сме бити коришћена за пољопривреду. Народна странке је победила на изборима 1948. године, а светилиште је укинуто 1949. године. Газдинства која су била у његовом саставу враћена су фармерима.
Године 1967. покренут је још један предлог за заштиту подручја, а резерват природе Вхембе који се састооји од три фарме основан је као покрајински резерват Трансвал. 
Године 1933. покренута је још једна иницијатива да се ово подручје прогласи националним парком. Године 1995. Одбор јужноафричких националних паркова и провинцијска Влада покрајине Лимпопо прихватили су предлог за оснивање националног парка.
Национални парк Мапунгубве званично је основан 1995. године и привахћен као место од значаја од стране Јужноафричке међународне заједнице. На листу Светске баштине уписан је 2003. године.

## Флора и фауна

### Вегетација
На простору парка постоји 24 врсте акација, 8 врста Commiphora и многе друге. Остале врсте овог подручја су дрвећа ниског раста и густих крошњи. Обалкса граница подручја Лимпопо је од примарног значаја и под посебном заштитом.
Најраспострањеније врсте дрвећа су Vachellia xanthophloea, Faidherbia, Combretum imberbe, фикуси и акације. На простору националног парка постоје и изузетно висока дрвећа, нарочито баобаба.

## Птице
На простору парка пописано је 387 врста птица, а у региону преко 400. Постоји велика распострањеност врсте Aquila verreauxii, као и неке ретке врсте укључујући Pachycoccyx audeberti. Атракције парка су појаве птица које су карактеристичке за западне регионе земље, врсте као што су Turdoides bicolor, Laniarius atrococcineus и Estrilda erythronotos, а исте врсте виђене су још и у Националном парку Кругер.
Врсте попут Chlorocichla flaviventris, Dryoscopus cubla, Laniarius major и Pternistis natalensis такође су пописане и често виђене у парку. Парк настањује и неколико врста сова, као што су северна белоглава сова, афричка буљина, сова рибарица и друге.

### Сисари
Већина великих сисара Африке пописани су у националном парку. Они се крећу дуж парка преко реке Лимпопо све до Боцване и Зимбабвеа, када река ток реке није велики. Пописане врсте сисар у парку укључују слона, нилског коња, лава, гепарда, јужног белог носорога, дивљег пса, пегаву хијену, смеђу хијену, обичног гнуа, кудуа, зебру, Tragelaphus sylvaticus , мочварну антилопу, импалу, антилопу камењарку, дујкера, Raphicerus campestris, црвеног хартбиста, жирафу, дивљу свињу, афричког мравоједа и павијана.
Постоји неколико мањих врста дивљачи као што су даброви, цибетке, бодљикави прасићи, каракали и многи други.
Национални парк Мапунгубве познат је и као дом за најмање 17 врста слепих мишева. Од 2005. године ово подручје штити лавове заједно са Националним парком Јужна Луанга.

### Гмизавци
Варани, водени варани, Gerrhosaurus validus, Trachylepis margaritifera, Agama aculeata, и Pachydactylus пописане су врста гмизаваца у парку. Процењује се да парк настањује 32 врсте змија, иако је до сада пописано око 15 врста. Неке од ових врста укључују афричког каменог питона, кобру и црну мамбу. Нилски крокодил настањује реку Лимпопо.